# 2 Chainz/Diskografie
Diese Diskografie ist eine Übersicht über die musikalischen Werke des US-amerikanischen Rappers 2 Chainz. Den Schallplattenauszeichnungen zufolge hat er bisher mehr als 89,3 Millionen Tonträger verkauft, davon alleine in seiner Heimat über 81,5 Millionen. Seine erfolgreichste Veröffentlichung ist die Single Fuckin’ Problems mit mehr als 9,2 Millionen verkauften Einheiten.

## Alben

### Studioalben
| Jahr | Titel Musiklabel                                             | Höchstplatzierung, Gesamtwochen, AuszeichnungChartplatzierungen (Jahr, Titel, Musiklabel, Platzierungen, Wochen, Auszeichnungen, Anmerkungen) | Höchstplatzierung, Gesamtwochen, AuszeichnungChartplatzierungen (Jahr, Titel, Musiklabel, Platzierungen, Wochen, Auszeichnungen, Anmerkungen) | Höchstplatzierung, Gesamtwochen, AuszeichnungChartplatzierungen (Jahr, Titel, Musiklabel, Platzierungen, Wochen, Auszeichnungen, Anmerkungen) | Höchstplatzierung, Gesamtwochen, AuszeichnungChartplatzierungen (Jahr, Titel, Musiklabel, Platzierungen, Wochen, Auszeichnungen, Anmerkungen) | Höchstplatzierung, Gesamtwochen, AuszeichnungChartplatzierungen (Jahr, Titel, Musiklabel, Platzierungen, Wochen, Auszeichnungen, Anmerkungen) | Anmerkungen                              |
| Jahr | Titel Musiklabel                                             | DE | AT | CH | UK | US | Anmerkungen                              |
| ---- | ------------------------------------------------------------ | --- | --- | --- | --- | --- | ---------------------------------------- |
| 2012 | Based on a T.R.U. Story Island Def Jam Music Group (UMG)     | — | — | — | — | US1 Platin · (45 Wo.)US | Erstveröffentlichung: 14. August 2012    |
| 2013 | B.O.A.T.S. II: Me Time Def Jam Recordings (UMG)              | — | — | — | UK87 (1 Wo.)UK | US3 (19 Wo.)US | Erstveröffentlichung: 10. September 2013 |
| 2016 | ColleGrove Def Jam Recordings (UMG)                          | — | — | — | — | US4 Gold · (17 Wo.)US | Erstveröffentlichung: 4. März 2016       |
| 2017 | Pretty Girls Like Trap Music Def Jam Recordings (UMG)        | — | — | — | UK88 (1 Wo.)UK | US2 Platin · (52 Wo.)US | Erstveröffentlichung: 16. Juni 2017      |
| 2019 | Rap or Go to the League Gamebread / Def Jam Recordings (UMG) | — | — | CH47 (1 Wo.)CH | UK74 (1 Wo.)UK | US4 (11 Wo.)US | Erstveröffentlichung: 1. März 2019       |
| 2020 | So Help Me God Gamebread / Def Jam Recordings (UMG)          | — | — | — | — | US15 (3 Wo.)US | Erstveröffentlichung: 13. November 2020  |
| 2022 | Dope Don’t Sell Itself Gamebread / Def Jam Recordings (UMG)  | — | — | — | — | US23 (1 Wo.)US | Erstveröffentlichung: 4. Februar 2022    |

### Kollaboalben
| Jahr | Titel                | Höchstplatzierung, Gesamtwochen, AuszeichnungChartplatzierungen (Jahr, Titel, Platzierungen, Wochen, Auszeichnungen, Anmerkungen) | Höchstplatzierung, Gesamtwochen, AuszeichnungChartplatzierungen (Jahr, Titel, Platzierungen, Wochen, Auszeichnungen, Anmerkungen) | Höchstplatzierung, Gesamtwochen, AuszeichnungChartplatzierungen (Jahr, Titel, Platzierungen, Wochen, Auszeichnungen, Anmerkungen) | Höchstplatzierung, Gesamtwochen, AuszeichnungChartplatzierungen (Jahr, Titel, Platzierungen, Wochen, Auszeichnungen, Anmerkungen) | Höchstplatzierung, Gesamtwochen, AuszeichnungChartplatzierungen (Jahr, Titel, Platzierungen, Wochen, Auszeichnungen, Anmerkungen) | Anmerkungen                                                          |
| Jahr | Titel                | DE | AT | CH | UK | US | Anmerkungen                                                          |
| ---- | -------------------- | --- | --- | --- | --- | --- | -------------------------------------------------------------------- |
| 2020 | No Face No Case      | — | — | — | — | US182 (1 Wo.)US | Erstveröffentlichung: 7. Februar 2020 mit The Real University        |
| 2023 | Welcome 2 Collegrove | — | — | — | — | US20 (3 Wo.)US | Erstveröffentlichung: 17. November 2023 mit Lil Wayne                |
| 2025 | Life Is Beautiful    | — | — | — | — | US89 (1 Wo.)US | Erstveröffentlichung: 7. Februar 2025 mit Larry June & The Alchemist |

### Mixtapes
| Jahr | Titel                                      | Anmerkungen                                                   |
| ---- | ------------------------------------------ | ------------------------------------------------------------- |
| 2007 | Me Against the World                       | Erstveröffentlichung: 2007                                    |
| 2009 | Trap-A-Velli                               | Erstveröffentlichung: 3. Januar 2009                          |
| 2009 | All Ice on Me                              | Erstveröffentlichung: 3. August 2009                          |
| 2010 | Me Against the World 2: Codeine Withdrawal | Erstveröffentlichung: 14. April 2010                          |
| 2010 | Trap-A-Velli 2: (The Residue)              | Erstveröffentlichung: 13. August 2010                         |
| 2011 | Codeine Cowboy (A 2 Chainz Collective)     | Erstveröffentlichung: 22. Februar 2011                        |
| 2011 | T.R.U. REALigion                           | Erstveröffentlichung: 1. November 2011                        |
| 2015 | T.R.U. Jack City                           | Erstveröffentlichung: 27. Januar 2015 mit The Real University |
| 2015 | Trap-A-Velli Tre                           | Erstveröffentlichung: 13. August 2015                         |
| 2016 | Daniel Son; Necklace Don                   | Erstveröffentlichung: 5. August 2016                          |

## Singles

### Als Leadmusiker
| Jahr | Titel Album                                          | Höchstplatzierung, Gesamtwochen, AuszeichnungChartplatzierungen (Jahr, Titel, Album, Platzierungen, Wochen, Auszeichnungen, Anmerkungen) | Höchstplatzierung, Gesamtwochen, AuszeichnungChartplatzierungen (Jahr, Titel, Album, Platzierungen, Wochen, Auszeichnungen, Anmerkungen) | Höchstplatzierung, Gesamtwochen, AuszeichnungChartplatzierungen (Jahr, Titel, Album, Platzierungen, Wochen, Auszeichnungen, Anmerkungen) | Höchstplatzierung, Gesamtwochen, AuszeichnungChartplatzierungen (Jahr, Titel, Album, Platzierungen, Wochen, Auszeichnungen, Anmerkungen) | Höchstplatzierung, Gesamtwochen, AuszeichnungChartplatzierungen (Jahr, Titel, Album, Platzierungen, Wochen, Auszeichnungen, Anmerkungen) | Anmerkungen                                                                                               |
| Jahr | Titel Album                                          | DE | AT | CH | UK | US | Anmerkungen                                                                                               |
| --- | ---------------------------------------------------- | --- | --- | --- | --- | --- | --- |
| 2012 | Riot Based on a T.R.U. Story                         | — | — | — | — | US— GoldUS | Erstveröffentlichung: 10. April 2012                                                                      |
| 2012 | No Lie Based on a T.R.U. Story                       | — | — | — | — | US24 ×3Dreifachplatin · (26 Wo.)US | Erstveröffentlichung: 8. Mai 2012 feat. Drake                                                             |
| 2012 | Birthday Song Based on a T.R.U. Story                | — | — | — | — | US47 ×2Doppelplatin · (20 Wo.)US | Erstveröffentlichung: 24. Juli 2012 feat. Kanye West                                                      |
| 2012 | I’m Different Based on a T.R.U. Story                | — | — | — | — | US27 ×3Dreifachplatin · (20 Wo.)US | Erstveröffentlichung: 8. November 2012                                                                    |
| 2013 | We Own It (Fast & Furious) Fast & Furious 6 (O.S.T.) | DE5 ×3Dreifachgold · (18 Wo.)DE | AT7 (14 Wo.)AT | CH3 (12 Wo.)CH | UK6 Gold · (15 Wo.)UK | US16 ×3Dreifachplatin · (7 Wo.)US | Erstveröffentlichung: 17. Mai 2013 feat. Wiz Khalifa                                                      |
| 2013 | Feds Watching B.O.A.T.S. II: Me Time                 | — | — | — | — | US66 Platin · (13 Wo.)US | Erstveröffentlichung: 4. Juni 2013 feat. Pharrell Williams                                                |
| 2013 | Used 2 B.O.A.T.S. II: Me Time                        | — | — | — | — | US— GoldUS | Erstveröffentlichung: 18. September 2013                                                                  |
| 2015 | Watch Out Trap-A-Velli Tre / ColleGrove              | — | — | — | — | US64 ×2Doppelplatin · (11 Wo.)US | Erstveröffentlichung: 22. Juli 2015                                                                       |
| 2016 | Gotta Lotta ColleGrove                               | — | — | — | — | US100 Gold · (1 Wo.)US | Erstveröffentlichung: 4. März 2016 feat. Lil Wayne                                                        |
| 2016 | MFN Right (Remix) –                                  | — | — | — | — | US— GoldUS | Erstveröffentlichung: 20. Mai 2016 feat. Lil Wayne                                                        |
| 2016 | Champions –                                          | — | — | — | UK— SilberUK | US71 Platin · (3 Wo.)US | Erstveröffentlichung: 13. Juni 2016 mit Gucci Mane, Big Sean, Travis Scott, Yo Gotti, Quavo und Desiigner |
| 2016 | Big Amount Pretty Girls Like Trap Music              | — | — | — | — | US— PlatinUS | Erstveröffentlichung: 23. September 2016 feat. Drake                                                      |
| 2017 | Good Drank Pretty Girls Like Trap Music              | — | — | — | — | US70 ×2Doppelplatin · (16 Wo.)US | Erstveröffentlichung: 20. Januar 2017 feat. Gucci Mane & Quavo                                            |
| 2017 | It’s a Vibe Pretty Girls Like Trap Music             | — | — | — | UK— SilberUK | US44 ×5Fünffachplatin · (20 Wo.)US | Erstveröffentlichung: 9. März 2017 feat. Ty Dolla Sign, Trey Songz & Jhené Aiko                           |
| 2017 | Gang Up Fast & Furious 8 (O.S.T.)                    | — | — | CH72 (1 Wo.)CH | — | US— GoldUS | Erstveröffentlichung: 24. März 2017 mit Young Thug, Wiz Khalifa & PnB Rock                                |
| 2017 | 4 AM Pretty Girls Like Trap Music                    | — | — | — | — | US55 ×2Doppelplatin · (12 Wo.)US | Erstveröffentlichung: 2. Juni 2017 feat. Travis Scott                                                     |
| 2018 | Alive –                                              | — | — | — | — | US— GoldUS | Erstveröffentlichung: 26. Januar 2018 mit Lil Jon & Offset                                                |
| 2018 | Proud The Play Don’t Care Who Makes It               | — | — | — | — | US96 Gold · (2 Wo.)US | Erstveröffentlichung: 8. Februar 2018 feat. YG & Offset                                                   |
| 2018 | X Black Panther: The Album                           | — | — | CH77 (1 Wo.)CH | UK45 (4 Wo.)UK | US49 Platin · (5 Wo.)US | Erstveröffentlichung: 9. Februar 2018 mit Schoolboy Q & Saudi                                             |
| 2018 | Bigger Than You –                                    | — | — | — | — | US53 Platin · (2 Wo.)US | Erstveröffentlichung: 15. Juni 2018 feat. Drake & Quavo                                                   |
| 2019 | Rule the World Rap or Go to the League               | — | — | — | — | US94 Gold · (2 Wo.)US | Erstveröffentlichung: 19. März 2019 feat. Ariana Grande                                                   |
| 2020 | Dead Man Walking –                                   | — | — | — | — | — | Erstveröffentlichung: 17. Januar 2020 feat. Future                                                        |
| 2022 | Million Dollars Worth of Game Dope Don’t Sell Itself | — | — | — | — | US— GoldUS | Erstveröffentlichung: 7. Januar 2022 feat. 42 Dugg                                                        |
| Folgende Lieder erschienen nicht als Single, wurden aber durch das Album zum Download und Streaming bereitgestellt und konnten somit eine Platzierung erlangen: |                                                      | | | | | | |
| |                                                      | | | | | | |
| 2012 | Yuck! Based on a T.R.U. Story                        | — | — | — | — | US80 (1 Wo.)US | Charteinstieg: 1. September 2012 feat. Lil Wayne                                                          |
| 2013 | I Do It B.O.A.T.S. II: Me Time                       | — | — | — | — | US94 (1 Wo.)US | Charteinstieg: 28. September 2013 feat. Drake & Lil Wayne                                                 |
| 2019 | Whip Rap or Go to the League                         | — | — | — | — | US75 (1 Wo.)US | Charteinstieg: 16. März 2019 feat. Travis Scott                                                           |
| 2019 | Momma I Hit a Lick Rap or Go to the League           | — | — | — | — | US100 (1 Wo.)US | Charteinstieg: 16. März 2019 feat. Kendrick Lamar                                                         |

### Als Gastmusiker
| Jahr | Titel Album                                  | Höchstplatzierung, Gesamtwochen, AuszeichnungChartplatzierungen (Jahr, Titel, Album, Platzierungen, Wochen, Auszeichnungen, Anmerkungen) | Höchstplatzierung, Gesamtwochen, AuszeichnungChartplatzierungen (Jahr, Titel, Album, Platzierungen, Wochen, Auszeichnungen, Anmerkungen) | Höchstplatzierung, Gesamtwochen, AuszeichnungChartplatzierungen (Jahr, Titel, Album, Platzierungen, Wochen, Auszeichnungen, Anmerkungen) | Höchstplatzierung, Gesamtwochen, AuszeichnungChartplatzierungen (Jahr, Titel, Album, Platzierungen, Wochen, Auszeichnungen, Anmerkungen) | Höchstplatzierung, Gesamtwochen, AuszeichnungChartplatzierungen (Jahr, Titel, Album, Platzierungen, Wochen, Auszeichnungen, Anmerkungen) | Anmerkungen |
| Jahr | Titel Album                                  | DE | AT | CH | UK | US | Anmerkungen |
| --- | -------------------------------------------- | --- | --- | --- | --- | --- | --- |
| 2011 | Money on the Floor Live From the Underground | — | — | — | — | — | Erstveröffentlichung: 2011 Big K.R.I.T. feat. 2 Chainz, 8Ball & MJG                                                                   |
| 2011 | Helicopter The Grustle                       | — | — | — | — | — | Erstveröffentlichung: 1. November 2011 Lil Scrappy feat. 2 Chainz & Twista                                                            |
| 2011 | Yao Ming –                                   | — | — | — | — | — | Erstveröffentlichung: 16. Dezember 2011 David Banner feat. Lil Wayne und 2 Chainz                                                     |
| 2012 | Mercy Cruel Summer                           | — | — | — | UK55 Silber · (4 Wo.)UK | US13 ×7Siebenfachplatin · (32 Wo.)US | Erstveröffentlichung: 3. April 2012 Kanye West, Big Sean, Pusha T und 2 Chainz                                                        |
| 2012 | Beez in the Trap Pink Friday: Roman Reloaded | — | — | — | — | US48 ×3Dreifachplatin · (20 Wo.)US | Erstveröffentlichung: 29. Mai 2012 Nicki Minaj feat. 2 Chainz                                                                         |
| 2012 | Wild Boy (Remix) –                           | — | — | — | — | — | Erstveröffentlichung: 29. Mai 2012 Machine Gun Kelly feat. Meek Mill, 2 Chainz, French Montana, Mystikal, Steve-O & Yo Gotti          |
| 2012 | My Moment Quality Street Music               | — | — | — | — | US89 (7 Wo.)US | Erstveröffentlichung: 29. Juni 2012 DJ Drama feat. 2 Chainz, Meek Mill & Jeremih                                                      |
| 2012 | Do My Dance Well Done 3                      | — | — | — | — | US— GoldUS | Erstveröffentlichung: 2. Oktober 2012 Tyga feat. 2 Chainz                                                                             |
| 2012 | Fuckin’ Problems Long.Live.A$AP              | DE86 Gold · (3 Wo.)DE | — | CH65 (1 Wo.)CH | UK50 Platin · (8 Wo.)UK | US8 ×8Achtfachplatin · (27 Wo.)US | Erstveröffentlichung: 24. Oktober 2012 A$AP Rocky feat. Drake, 2 Chainz und Kendrick Lamar                                            |
| 2012 | Bandz A Make Her Dance Stay Trippy           | — | — | — | — | US29 Platin · (20 Wo.)US | Erstveröffentlichung: 11. September 2012 Juicy J feat. Lil Wayne & 2 Chainz                                                           |
| 2012 | U Did That (Remix) –                         | — | — | — | — | — | Erstveröffentlichung: 2012 Teairra Marí feat. 2 Chainz                                                                                |
| 2013 | Tadow Student of the Game                    | — | — | — | — | — | Erstveröffentlichung: 15. Januar 2013 N.O.R.E. feat. French Montana, 2 Chainz, Pusha T                                                |
| 2013 | R.I.P. It’s tha World                        | — | — | — | — | US58 Platin · (14 Wo.)US | Erstveröffentlichung: 5. Februar 2013 Young Jeezy feat. 2 Chainz                                                                      |
| 2013 | Rich as Fuck I Am Not a Human Being II       | — | — | — | — | US38 ×3Dreifachplatin · (20 Wo.)US | Erstveröffentlichung: 9. April 2013 Lil Wayne feat. 2 Chainz                                                                          |
| 2013 | Upper Echelon –                              | — | — | — | — | US— GoldUS | Erstveröffentlichung: 17. April 2013 Verkäufe: + 500.000; Travis Scott feat. T.I. & 2 Chainz                                          |
| 2013 | Bubble Butt (Remix) Free the Universe        | — | — | — | — | US56 Gold · (9 Wo.)US | Erstveröffentlichung: 24. Mai 2013 Major Lazer feat. Tyga, Bruno Mars, 2 Chainz & Mystic                                              |
| 2013 | HeadBand Underground Luxury                  | DE57 (1 Wo.)DE | AT61 (1 Wo.)AT | — | — | US53 ×4Vierfachplatin · (29 Wo.)US | Erstveröffentlichung: 21. Mai 2013 B.o.B feat. 2 Chainz                                                                               |
| 2013 | Bugatti (Remix) Trials & Tribulations        | — | — | — | — | — | Erstveröffentlichung: 7. Juni 2013 Ace Hood feat. Wiz Khalifa, T.I., Meek Mill, French Montana, 2 Chainz, Future, DJ Khaled & Birdman |
| 2013 | Trampoline Demonstration                     | — | — | — | UK3 Silber · (11 Wo.)UK | — | Erstveröffentlichung: 5. Juli 2013 Tinie Tempah feat. 2 Chainz                                                                        |
| 2013 | My Story Black Panties                       | — | — | — | — | US89 (1 Wo.)US | Erstveröffentlichung: 23. Juli 2013 R. Kelly feat. 2 Chainz                                                                           |
| 2013 | Talk Dirty Tattoos                           | DE1 Platin · (35 Wo.)DE | AT4 Gold · (27 Wo.)AT | CH4 Platin · (27 Wo.)CH | UK1 ×2Doppelplatin · (25 Wo.)UK | US3 ×4Vierfachplatin · (33 Wo.)US | Erstveröffentlichung: 2. August 2013 Jason Derulo feat. 2 Chainz                                                                      |
| 2013 | Fire Trill OG "The Epilogue"                 | — | — | — | — | — | Erstveröffentlichung: 17. September 2013 Bun B feat. Rick Ross, 2 Chainz & Serani                                                     |
| 2013 | Cut Her Off In Due Time                      | — | — | — | — | US49 (20 Wo.)US | Erstveröffentlichung: 19. Dezember 2013 K Camp feat. 2 Chainz                                                                         |
| 2014 | Drop Girl Everythang’s Corrupt               | DE92 (1 Wo.)DE | — | — | — | — | Erstveröffentlichung: 18. Juli 2014 Ice Cube feat. 2 Chainz & Redfoo                                                                  |
| 2014 | 24 Hours Starr                               | — | — | — | — | US85 (7 Wo.)US | Erstveröffentlichung: 12. Mai 2014 TeeFLii feat. 2 Chainz                                                                             |
| 2014 | Down on Me 10 Summers                        | — | — | — | — | — | Erstveröffentlichung: 13. Mai 2014 DJ Mustard feat. 2 Chainz & Ty Dolla Sign                                                          |
| 2014 | Burnin’ Up Sweet Talker                      | — | — | — | UK73 (3 Wo.)UK | US86 (6 Wo.)US | Erstveröffentlichung: 23. September 2014 Jessie J feat. 2 Chainz                                                                      |
| 2014 | U Guessed It OG Maco EP                      | — | — | — | — | US90 (4 Wo.)US | Erstveröffentlichung: 26. September 2014 OG Maco feat. 2 Chainz                                                                       |
| 2014 | Mama Ain’t Proud Madness                     | DE92 (2 Wo.)DE | — | — | — | — | Erstveröffentlichung: 20. Oktober 2014 Guy Sebastian feat. 2 Chainz                                                                   |
| 2015 | Hood Go Crazy Special Effects                | — | — | — | — | US90 Platin · (7 Wo.)US | Erstveröffentlichung: 26. Februar 2015 Tech N9ne feat. 2 Chainz & B.o.B                                                               |
| 2015 | 3500 Rodeo                                   | — | — | — | — | US82 Platin · (1 Wo.)US | Erstveröffentlichung: 8. Juni 2015 Travis Scott feat. Future & 2 Chainz                                                               |
| 2016 | Baller Alert Rawwest Alive                   | — | — | — | — | — | Erstveröffentlichung: 21. März 2016 Tyga feat. Rick Ross & 2 Chainz                                                                   |
| 2016 | No Problem Coloring Book                     | — | — | — | UK— SilberUK | US43 (26 Wo.)US | Erstveröffentlichung: 26. Mai 2016 Chance the Rapper feat. Lil Wayne & 2 Chainz                                                       |
| 2016 | Throw Myself a Party –                       | — | — | — | — | — | Erstveröffentlichung: 30. Dezember 2016 Cashmere Cat feat. Starrah, 2 Chainz & Tory Lanez                                             |
| 2017 | Without U Steve Aoki presents Kolony         | — | — | — | — | — | Erstveröffentlichung: 28. April 2017 Steve Aoki & Dvbbs feat. 2 Chainz                                                                |
| 2018 | Yes –                                        | — | — | — | UK65 (5 Wo.)UK | — | Erstveröffentlichung: 16. März 2018 Louisa feat. 2 Chainz                                                                             |
| 2018 | Olha a Explosão (Remix) –                    | — | — | — | — | US— Platin (Latin)US | Erstveröffentlichung: 27. April 2018 MC Kevinho feat. 2 Chainz, French Montana & Nacho                                                |
| 2018 | Accelerate Liberation                        | — | — | — | — | — | Erstveröffentlichung: 3. Mai 2018 Christina Aguilera feat. Ty Dolla Sign & 2 Chainz                                                   |
| 2018 | Big Bank Stay Dangerous                      | — | — | — | — | US16 ×5Fünffachplatin · (24 Wo.)US | Erstveröffentlichung: 25. Mai 2018 YG feat. 2 Chainz, Big Sean & Nicki Minaj                                                          |
| 2018 | Cotton Candy Tha Carter VI                   | — | — | — | — | US93 (1 Wo.)US | Charteinstieg: 28. Juni 2028 Lil Wayne feat. 2 Chainz                                                                                 |
| 2018 | That’s On Me (Remix) Ain’t No Goin’ Back     | — | — | — | — | US— PlatinUS | Erstveröffentlichung: 26. Oktober 2018 Yella Beezy feat. 2 Chainz, T.I., Rich the Kid, Jeezy, Boosie Badazz & Trapboy Freddy          |
| 2021 | Baddest Moon Boy                             | — | — | — | — | US56 Gold · (20 Wo.)US | Erstveröffentlichung: 11. Juni 2021 Yung Bleu feat. Chris Brown & 2 Chainz                                                            |
| Folgende Lieder erschienen nicht als Single, wurden aber durch das Album zum Download und Streaming bereitgestellt und konnten somit eine Platzierung erlangen: |                                              | | | | | | |
| |                                              | | | | | | |
| 2013 | All Me Nothing Was the Same                  | — | — | — | UK— SilberUK | US20 ×2Doppelplatin · (20 Wo.)US | Charteinstieg: 12. Oktober 2013 Drake feat. Big Sean & 2 Chainz                                                                       |
| 2017 | Sacrifices More Life                         | — | — | — | UK51 Silber · (3 Wo.)UK | US36 (3 Wo.)US | Charteinstieg: 8. April 2017 Drake feat. 2 Chainz & Young Thug                                                                        |

## Musikvideos
| Jahr | Titel                                   | Regie                 |
| ---- | --------------------------------------- | --------------------- |
| 2011 | Boo (feat. Yo Gotti)                    | Jordan Tower          |
| 2011 | Spend It                                | Alex Nazari           |
| 2011 | Pimps (feat. Bun B & Big K.R.I.T.)      | TBA                   |
| 2012 | Got One                                 | Vitamin E             |
| 2012 | One Day at a Time (feat. Jadakiss)      | Jim Jones             |
| 2012 | Riot                                    | Decatur Dan           |
| 2012 | Stunt (feat. Meek Mill)                 | Alex Nazari           |
| 2012 | Undastatement                           | Decatur Dan           |
| 2012 | Murder (feat. Kreayshawn)               | Alex Nazari           |
| 2012 | Turn Up (feat. Cap1)                    | Decatur Dan           |
| 2012 | No Lie (feat. Drake)                    | Director X            |
| 2012 | I Luv Dem Strippers (feat. Nicki Minaj) | Benny Boom            |
| 2012 | Birthday Song (feat. Kanye West)        | Andreas Nilsson       |
| 2012 | I’m Different                           | Elisha Smith          |
| 2013 | Crack                                   | Aristotle             |
| 2013 | Yuck! (feat. Lil Wayne)                 | Alex Nazari           |
| 2013 | Like Me                                 | Sharod Marcus Simpson |
| 2013 | Feds Watching (feat. Pharrell)          | Ryan Hope             |
| 2013 | Where U Been (feat. Cap1)               | Sharod Marcus Simpson |
| 2013 | Used 2                                  | Marc Klasfeld         |

## Promoveröffentlichungen
| Jahr | Titel Album                        | Anmerkungen                                                 |
| ---- | ---------------------------------- | ----------------------------------------------------------- |
| 2012 | Supafreak TM:103 Hustlerz Ambition | Erstveröffentlichung: 2012 · Jeezy feat. 2 Chainz, US: Gold |

## Statistik

### Chartauswertung
|                     | DE    | AT    | CH    | UK    | US    |
| ------------------- | ----- | ----- | ----- | ----- | ----- |
| Nummer-eins-Alben   | DE—DE | AT—AT | CH—CH | UK—UK | US1US |
| Top-10-Alben        | DE—DE | AT—AT | CH—CH | UK—UK | US5US |
| Alben in den Charts | DE—DE | AT—AT | CH1CH | UK3UK | US9US |

|                       | DE    | AT    | CH    | UK    | US     |
| --------------------- | ----- | ----- | ----- | ----- | ------ |
| Nummer-eins-Singles   | DE1DE | AT—AT | CH—CH | UK1UK | US—US  |
| Top-10-Singles        | DE2DE | AT2AT | CH2CH | UK3UK | US2US  |
| Singles in den Charts | DE7DE | AT3AT | CH4CH | UK7UK | US39US |

### Auszeichnungen für Musikverkäufe
| Silberne Schallplatte - Vereinigtes Königreich - 2024: für das Lied Ali Bomaye Goldene Schallplatte - Australien - 2014: für die Single Mama Ain’t Proud - 2020: für die Single Bigger Than You - 2024: für die Single Beez in the Trap - 2024: für das Lied All Me - Belgien - 2013: für die Single Talk Dirty - Brasilien - 2023: für die Single It’s a Vibe - 2024: für die Single Mercy - 2024: für die Single Beez in the Trap - Dänemark - 2013: für das Streaming Fuckin’ Problems - 2014: für das Streaming Mercy - 2022: für die Single Champions - Italien - 2021: für die Single Fuckin’ Problems - 2024: für die Single We Own It (Fast & Furious) - Kanada - 2018: für die Single Big Bank - 2022: für das Album Pretty Girls Like Trap Music - 2023: für das Lied Bad Vibe - Neuseeland - 2019: für die Single X - 2019: für die Single Hood Go Crazy - 2020: für das Album Pretty Girls Like Trap Music - Polen - 2024: für die Single 3500 - Schweden - 2013: für die Single We Own It (Fast & Furious) - 2013: für die Single Fuckin’ Problems - Vereinigte Staaten - 2013: für das Lied I Luv Dem Strippers - 2018: für das Lied Blue Cheese - 2022: für das Lied Anyway - 2022: für das Lied Too Playa - 2023: für das Lied Both Eyes Closed - 2024: für das Lied What They Want | Platin-Schallplatte - Brasilien - 2023: für die Single We Own It (Fast & Furious) - Dänemark - 2013: für das Streaming We Own It (Fast & Furious) - Kanada - 2013: für die Single Fuckin’ Problems - 2019: für die Single Money Made Me Do It - Neuseeland - 2016: für die Single We Own It (Fast & Furious) - 2018: für die Single No Problem - 2020: für die Single Mercy - 2020: für die Single Big Bank - Spanien - 2023: für die Single Talk Dirty 2× Platin-Schallplatte - Italien - 2014: für die Single Talk Dirty - Schweden - 2014: für die Single Talk Dirty | 3× Platin-Schallplatte - Australien - 2019: für die Single Fuckin’ Problems - 2021: für die Single We Own It (Fast & Furious) - Dänemark - 2014: für das Streaming Talk Dirty - Irland - 2013: für die Single Talk Dirty - Kanada - 2022: für die Single It’s a Vibe - Neuseeland - 2024: für die Single Talk Dirty - 2025: für die Single It’s a Vibe 4× Platin-Schallplatte - Kanada - 2015: für die Single Talk Dirty - Neuseeland - 2025: für die Single Fuckin’ Problems 6× Platin-Schallplatte - Norwegen - 2014: für die Single Talk Dirty 7× Platin-Schallplatte - Australien - 2023: für die Single Talk Dirty |

Anmerkung: Auszeichnungen in Ländern aus den Charttabellen bzw. Chartboxen sind in ebendiesen zu finden.
| Land/RegionAuszeichnungen für Musikverkäufe (Land/Region, Auszeichnungen, Verkäufe, Quellen) | Silber     | Gold       | Platin         | Verkäufe   | Quellen              |
| -------------------------------------------------------------------------------------------- | ---------- | ---------- | -------------- | ---------- | -------------------- |
| Australien (ARIA)                                                                            | —          | 4× Gold4   | 13× Platin13   | 1.050.000  | aria.com.au          |
| Belgien (BRMA)                                                                               | —          | Gold1      | —              | 15.000     | ultratop.be          |
| Brasilien (PMB)                                                                              | —          | 3× Gold3   | Platin1        | 140.000    | pro-musicabr.org.br  |
| Dänemark (IFPI)                                                                              | —          | 3× Gold3   | 4× Platin4     | 45.000     | ifpi.dk              |
| Deutschland (BVMI)                                                                           | —          | 2× Gold2   | 2× Platin2     | 900.000    | musikindustrie.de    |
| Frankreich (SNEP)                                                                            | —          | —          | —              | 85.000     | infodisc.fr          |
| Irland (IRMA)                                                                                | —          | —          | 3× Platin3     | 45.000     | Einzelnachweise      |
| Italien (FIMI)                                                                               | —          | 2× Gold2   | 2× Platin2     | 145.000    | fimi.it              |
| Kanada (MC)                                                                                  | —          | 3× Gold3   | 9× Platin9     | 840.000    | musiccanada.com      |
| Neuseeland (RMNZ)                                                                            | —          | 3× Gold3   | 14× Platin14   | 442.500    | radioscope.co.nz NZ2 |
| Norwegen (IFPI)                                                                              | —          | —          | 6× Platin6     | 60.000     | ifpi.no              |
| Österreich (IFPI)                                                                            | —          | Gold1      | —              | 15.000     | ifpi.at              |
| Polen (ZPAV)                                                                                 | —          | Gold1      | —              | 25.000     | olis.pl              |
| Schweden (IFPI)                                                                              | —          | 2× Gold2   | 2× Platin2     | 120.000    | sverigetopplistan.se |
| Schweiz (IFPI)                                                                               | —          | —          | Platin1        | 30.000     | hitparade.ch         |
| Spanien (Promusicae)                                                                         | —          | —          | Platin1        | 60.000     | elportaldemusica.es  |
| Vereinigte Staaten (RIAA)                                                                    | —          | 21× Gold21 | 71× Platin71   | 81.500.000 | riaa.com             |
| Vereinigtes Königreich (BPI)                                                                 | 8× Silber8 | Gold1      | 3× Platin3     | 3.800.000  | bpi.co.uk            |
| Insgesamt                                                                                    | 8× Silber8 | 47× Gold47 | 132× Platin132 |            |                      |